# 토머스 호록스 오픈쇼

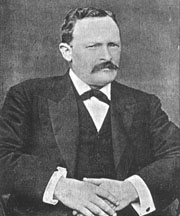
1902년경의 오픈쇼

토머스 호록스 오픈쇼 (1856년 3월 17일 – 1929년 11월 17일)는 1888년에 발생한 악명 높은 잭 더 리퍼 연쇄 살인 사건에 잠시 관여한 것으로 가장 잘 알려진 빅토리아 시대와 에드워드 시대의 영국 외과의사이다.

## 생애 초기와 의료 경력
'토미' 오픈쇼는 영국 랭커셔부의 베리에서 태어나 브리스톨 그래머 스쿨에서 교육 받았다. 학교 졸업 후 엔지니어 수업을 받았지만 이후 더럼 대학교에 들어가 의학을 공부했다. 1877년 그는 런던 병원 의과 대학에 입학하여 뛰어난 학생이자 훌륭한 축구 선수로 이름을 알렸다. 1879년 오픈쇼는 외래 환자 부에서 최고의 의사에게 수여되는 15파운드의 외래 환자 치료사 상을 받았다.
의학 연구를 성공적으로 마친 오픈쇼는 MBBS를 받았으며 1883년 왕립 외과 대학의 회원으로 임명되었다. 오픈쇼는 1884년에 잉글리쉬 콘조인트 디플로마(English Conjoint Diploma)를 받았고 1886년에는 왕립 외과 대학의 회원이 되었다. 그 외에도, 당시 오픈쇼는 약제 학회의 약제 학회 라이선스(Licentiate of the Society of Apothecaries)와 외과 석사 학위도 가지고 있었다.
1886년 런던 병원 의과대학의 해부학 부연구원으로 임명되었고, 1887년에는 병리학 박물관의 큐레이터로 임명되었고, 그 후 그는 박물관의 병리학 표본 수집품을 늘리고 목록화함으로써 대학 부속 연구 시설의 의대생들이 중요한 연구 시설로 활용할 수 있게 만들었다. 오픈쇼의 의학 경력은 런던 병원에서 계속 발전했다. 1890년에 보조 외과 의사가 되었고, 1899년에 외과 의사가 되었다.
그는 런던 병원에 정형외과를 설립했고 1926년에 상담 외과 의사가 되었다.

## 잭 더 리퍼

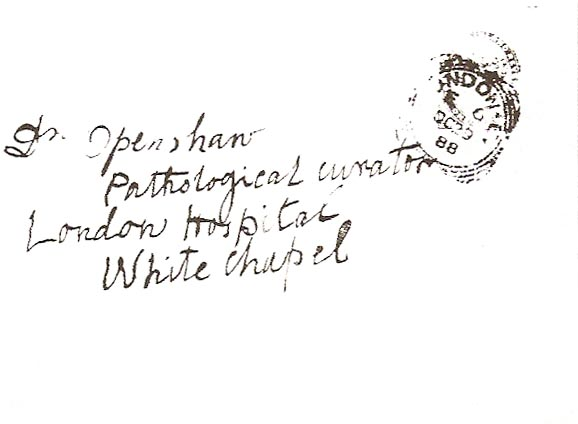
'오픈쇼 편지'가 들어 있는 봉투

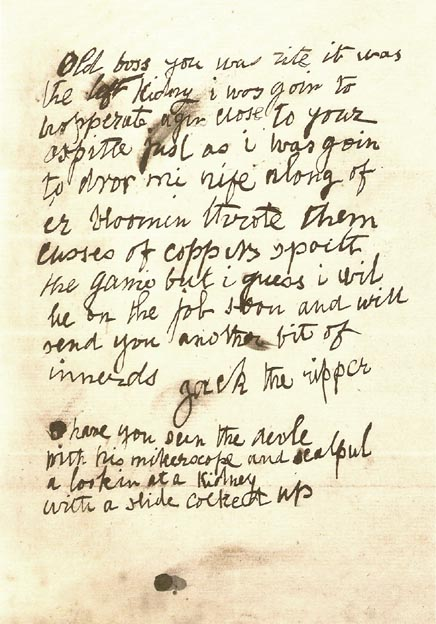
'오픈쇼 편지' 사본.

잭 더 리퍼의 희생자인 케서린 에도스의 것이라 알려진 신장이 지옥으로부터 편지와 함께 화이트채플 자경위원회 위원장 조지 러스크에게 보내졌을 때 동료 위원회 구성원들은 러스크를 설득하여 마일 엔드 로 근처에서 외과 의사로 활동하던 프레더릭 와일즈 박사에게 데려갔다.
와일즈는 외출 중이었고 대신 그의 조수인 F S 리드가 상자의 내용물을 조사했고 신장을 인근에 있던 런던 병원의 오픈쇼에게 가져갔다. 오픈쇼는 왼쪽 신장이라고 추정했다.
오픈쇼는 당시 언론보도에서 신장과 지옥으로부터 편지와 관련해 자주 언급되었고 그의 이름은 대중들에게 널리 알려졌다. 1888년 10월 29일 그는 '화이트채플 런던 병원의 병리학 큐레이터 오픈쇼 박사'에게 보내는 우편을 통해 'LONDON E', 'OC29 88'이라는 소인이 찍힌 편지를 받았다. 편지의 내용은 다음과 같다.
Old boss you was rite it was the left kidny i was goin to hoperate agin close to your ospitle just as i was going to dror mi nife along of er bloomin throte them cusses of coppers spoilt the game but i guess i wil be on the job soon and will send you another bit of innerds
Jack the Ripper
O have you seen the devle'with his mikerscope and scalpul'a-lookin at a kidney
with a slide cocked up.
이 편지는 '오픈쇼 편지' 로 알려지게 되었다. 편지 사본은 화이트채플에 있는 왕립 런던 병원 박물관에 다른 리퍼 품목과 함께 전시되어 있다.
작가 퍼트리샤 콘월이 발터 지커트가 리퍼라고 주장하며 증거로 이 편지를 사용했다. 그녀는 오픈쇼 편지에 사용된 종이와 지커트가 사용하는 종이가 동일한 제조업체의 종이라고 주장한다. 하지만 종이는 당시 유행하던 문구류 브랜드의 종이였다. 또한 콘월은 봉투의 우표에서 추출한 미토콘드리아 DNA가 지커트의 다른 편지에서도 발견되었음을 배제할 수 없다고 주장한다. 그러나 미토콘드리아 DNA는 신원을 밝히는 데에 결정적인 증거가 아니며 콘월의 팀이 발견한 서열은 400,000명 이상의 개인 중 한 명에서 나온 것일 수 있다.

## 말년
1929년 아내가 사망한 지 몇 달 후 오픈쇼는 당뇨병에 걸렸고 73세의 나이로 요양원에서 폐렴으로 사망했다.